# Tangent (Oregon)
Tangent az Amerikai Egyesült Államok északnyugati részén, Oregon állam Linn megyéjében helyezkedik el. A 2010. évi népszámláláskor 1164 lakosa volt. A város területe 9,79 km², melynek 100%-a szárazföld.
A település nevét a Southern Pacific Railroad vasútvonalának Albanytől délre eső szakaszán való elhelyezkedése miatt kapta: a vasút 32 km-en át egyenesen haladt. A szövetségi kormány 1872. szeptember 17-én létesített itt postahivatalt.

## Éghajlat
A település éghajlata a Köppen-skála szerint mediterrán (Csb-vel jelölve). A legcsapadékosabb hónap december, a legszárazabb időszak pedig a július–augusztus. A legmelegebb hónap július és augusztus, a leghidegebb pedig december.
| Hónap                         | Jan.  | Feb.  | Már.  | Ápr. | Máj. | Jún. | Júl. | Aug. | Szep. | Okt. | Nov.  | Dec.  | Év    |
| ----------------------------- | ----- | ----- | ----- | ---- | ---- | ---- | ---- | ---- | ----- | ---- | ----- | ----- | ----- |
| Rekord max. hőmérséklet (°C)  | 18,9  | 20,0  | 24,4  | 29,4 | 35,6 | 38,9 | 40,6 | 42,2 | 39,4  | 33,3 | 22,8  | 18,9  | 42,2  |
| Átlagos max. hőmérséklet (°C) | 8,3   | 10,6  | 13,3  | 16,1 | 19,4 | 22,8 | 27,8 | 28,3 | 25,0  | 18,3 | 11,7  | 7,8   | 17,5  |
| Átlaghőmérséklet (°C)         | 4,7   | 6,2   | 8,1   | 10,3 | 13,1 | 16,1 | 19,5 | 19,5 | 17,0  | 12,0 | 7,5   | 4,2   | 11,5  |
| Átlagos min. hőmérséklet (°C) | 1,1   | 1,7   | 2,8   | 4,4  | 6,7  | 9,4  | 11,1 | 10,6 | 8,9   | 5,6  | 3,3   | 0,6   | 5,5   |
| Rekord min. hőmérséklet (°C)  | −18,3 | −17,2 | −11,1 | −4,4 | −2,2 | 0,6  | 3,3  | 2,8  | −2,8  | −5,6 | −10,0 | −21,7 | −21,7 |
| Átl. csapadékmennyiség (mm)   | 163   | 134   | 113   | 74   | 59   | 39   | 13   | 14   | 32    | 79   | 176   | 196   | 1092  |
| Forrás: The Weather Channel   |       |       |       |      |      |      |      |      |       |      |       |       |       |

## Népesség

### 2010
A 2010-es népszámláláskor a városnak 1164 lakója, 410 háztartása és 315 családja volt. A népsűrűség 118,9 fő/km2. A lakóegységek száma 433, sűrűségük 44,2 db/km2. A lakosok 89,4%-a fehér, 0,2%-a afroamerikai, 0,8%-a indián, 0,3%-a ázsiai, 0,2%-a a Csendes-óceáni szigetekről származik, 4,6%-a egyéb, 4,5%-a pedig kettő vagy több etnikumú. A spanyol vagy latino származásúak aránya 8,4% (6,8% mexikói, 0,3% Puerto Ricó-i,  1,4% egyéb spanyol vagy latino származású.)
A háztartások 39%-ában élt 18 évnél fiatalabb. 58,3% házas, 13,4% egyedülálló nő, 5,1% egyedülálló férfi, 23,2% pedig nem család. 16,8% egyedül élt; 5,2%-uk 65 éves vagy idősebb. Egy háztartásban átlagosan 2,83 személy élt; a családok átlagmérete 3,17 fő.
A medián életkor 36,7 év volt. A város lakóinak 29,2%-a 18 évesnél fiatalabb, 7,4% 18 és 24 év közötti, 24,5%-uk 25 és 44 év közötti, 26%-uk 45 és 64 év közötti, 12,8%-uk pedig 65 éves vagy idősebb. A lakosok 49,4%-a férfi, 50,6%-a pedig nő.

### 2000
A 2000-es népszámláláskor  a városnak 933 lakója, 339 háztartása és 262 családja volt. A népsűrűség 95,3 fő/km2. A lakóegységek száma 366, sűrűségük 37,4 db/km2. A lakosok 95,71%-a fehér,  1,07%-a indián,  0,32%-a a Csendes-óceáni szigetekről származik, 1,29%-a egyéb-, 1,61%-a pedig kettő vagy több etnikumú. A spanyol vagy latino származásúak aránya 2,79% (1,9% mexikói,   0,9% pedig egyéb spanyol/latino származású.)
A háztartások 35,4%-ában élt 18 évnél fiatalabb. 66,1% házas, 7,4% egyedülálló nő; 22,7% pedig nem család. 17,1% egyedül élt; 6,8%-uk 65 éves vagy idősebb. Egy háztartásban átlagosan 2,75 személy élt; a családok átlagmérete 3,08 fő.
A város lakóinak 27,9%-a 18 évesnél fiatalabb, 5,9% 18 és 24 év közötti, 32,7%-uk 25 és 44 év közötti, 22,8%-uk 45 és 64 év közötti, 10,7%-uk pedig 65 éves vagy idősebb. A medián életkor 37 év volt. Minden 100 nőre 97,3 férfi jut; a 18 évnél idősebb nőknél ez az arány 96,8.
A háztartások medián bevétele 44 231 amerikai dollár, ez az érték családoknál $50 450. A férfiak medián keresete $36 458, míg a nőké $21 250. A város egy főre jutó bevétele (PCI) $17 012. A családok 5,2%-a, a teljes népesség 6,4%-a élt létminimum alatt; a 18 év alattiaknál ez a szám 9%, a 65 évnél idősebbeknél pedig 2%.

## Fordítás
Ez a szócikk részben vagy egészben  a   Tangent, Oregon című angol Wikipédia-szócikk ezen változatának fordításán alapul.  Az eredeti cikk szerkesztőit annak laptörténete sorolja fel. Ez a jelzés csupán a megfogalmazás eredetét és a szerzői jogokat jelzi, nem szolgál a cikkben szereplő információk forrásmegjelöléseként.